# مقاطعة ستيرلنغ (تكساس)

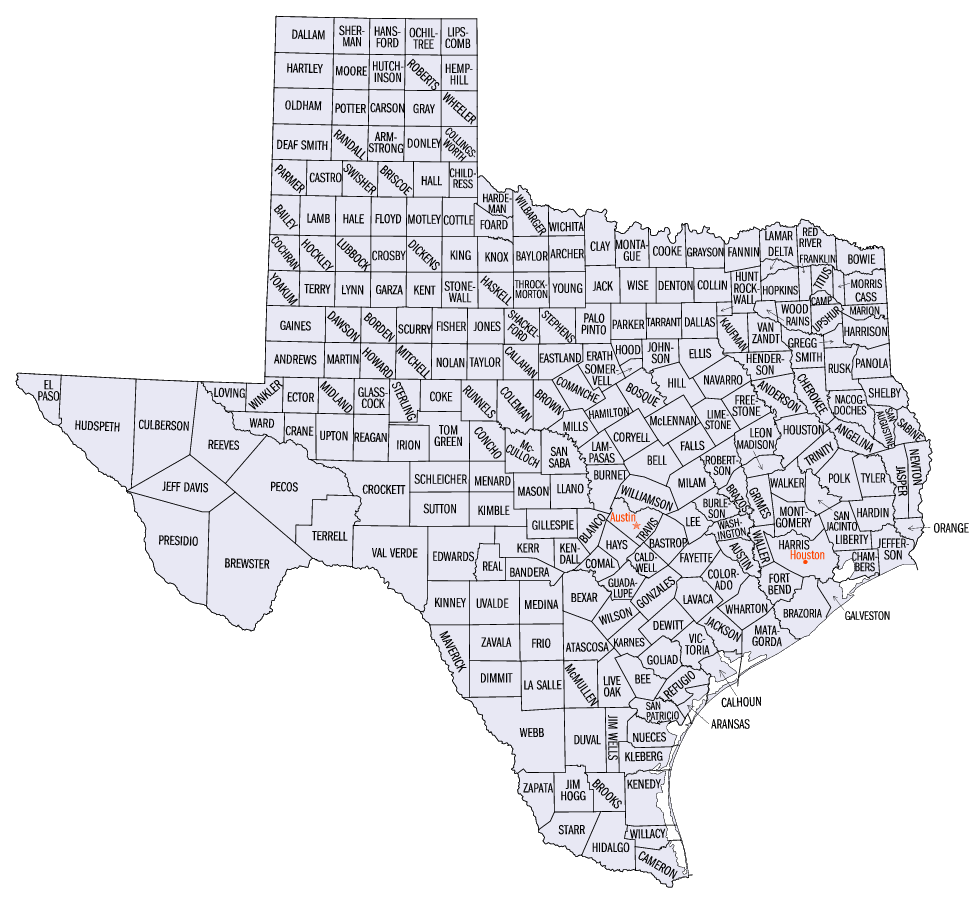
خارطة مقاطعات تكساس

مقاطعة ستيرلنغ (بالإنجليزية: Sterling  County)‏ هي إحدى المقاطعات في ولاية تكساس، الولايات المتحدة الأمريكية.